# Pave Eusebius
Pave Eusebius 1. var pave i år 309 eller 310. Han blev valgt til pave 18. april og sad blot til 17. august samme år.
Grunden til hans afgang var uro i den kristne kirke, som udartede til vold. Af den grund blev han landsforvist af kejser Maxentius, som siden 306 havde været romersk kejser, og som oprindeligt havde været venligt stemt over for de kristne. Problemerne opstod, som det var tilfældet under Eusebius' forgænger, som følge af hans stejle holdning over for de frafaldne. 
Eusebius døde i landflygtighed på Sicilien, og han blev begravet i Calixtus. Pave Damasus 1. lod et gravskrift lave over ham i otte heksametre til placering over hans grav. Udtrykket "martyr" heri skal ikke opfattes bogstaveligt.